# Oplodontha
Genre
Oplodontha est un genre de mouche de la famille des Stratiomyidae.

## Liste d'espèces
Selon ITIS (30 juillet 2020) :
- Oplodontha albipennis (Macquart, 1838)
- Oplodontha anodonta (Macquart, 1846)
- Oplodontha anodontina (Lindner, 1938)
- Oplodontha circumscripta Bezzi, 1908
- Oplodontha decellei Lindner, 1965
- Oplodontha dispar (Macquart, 1838)
- Oplodontha guerinii (Macquart, 1838)
- Oplodontha impar (Bezzi, 1906)
- Oplodontha lindneri James, 1980
- Oplodontha luzonensis James, 1947
- Oplodontha minuta (Fabricius, 1794)
- Oplodontha nigritula Lindner, 1938
- Oplodontha oasina (Lindner, 1925)
- Oplodontha picta Lindner, 1935
- Oplodontha pulchriceps (Loew, 1858)
- Oplodontha punctifacies (Brunetti, 1923)
- Oplodontha rubrithorax (Macquart, 1838)
- Oplodontha rufula Lindner, 1952
- Oplodontha tangana Speiser, 1920
- Oplodontha viridula (Fabricius, 1775)